# دیکسی (ویرجینیای غربی)
دیکسی(به انگلیسی: Dixie) شهری در ایالت ویرجینیای غربی کشور ایالات متحده آمریکا است که جمعیت آن در سرشماری سال ۲۰۱۰ میلادی، ۲۹۱ نفر بوده‌است.